# David Braben
David John Braben (1964, Nottingham, Reino Unido) es un programador informático y  el Director ejecutivo de Frontier Developments Plc, es coescritor de Elite, un videojuego de simulación espacial de la década de 1980 y es cofundador y administrador de la Fundación Raspberry Pi, un ordenador de placa reducida de bajo coste para estimular la enseñanza de las ciencias de la computación en las escuelas.
- Datos: Q1173809
- Multimedia: David Braben / Q1173809